# Mammillaria lasiacantha
Mammillaria lasiacantha là một loài thực vật có hoa trong họ Cactaceae. Loài này được Engelm. mô tả khoa học đầu tiên năm 1856.